# Edie Brickell
Edie Arlisa Brickell (Oak Cliff, Dallas, 1966. március 10.) Grammy-díjas amerikai énekes-zeneszerző.

## Életrajz

### Karrier

#### Zene
Edie Brickell a Booker T. Washington High School for Performing and Visual Arts intézményében Dallasban, majd a Southern Methodist University-ben (másfél évig) végezte felsőfokú tanulmányait mielőtt - 1985 egy éjszakáján egy bárban - elhatározta, hogy színpadra lép egy helyi folk-rock bandával, a New Bohemians-szal. Vezető énekesként csatlakozott a zenekarhoz, így a csapat felvette az Edie Brickell and New Bohemians nevet. 1988-as debütáló albumuk, a Shooting Rubberbands at the Stars igazi siker volt. A banda következő albuma, a Ghost of a dog (1990) kevésbé jó fogadtatásban részesült. Szóló énekesként is jelentek meg albumai: Picture Perfect Morning (1994) és a Volcano (2003). 2006-ban újra összegyűlt a New Bohemians néhány eredeti tagja, így született meg a Stranger Things. 2007 végén Edie és mostohafia, Harper Simon új együttest alapítottak The Heavy Circles néven, a banda debütáló albuma 2008. február 12-én jelent meg.

#### Filmek és videók
Edie folk énekesként szerepelt a Született július 4-én (1989) című filmben. Bob Dylan A Hard Rain's a-Gonna Fall című száma Edie előadásában a film főcímdalában is helyet kap. A Good Times című videója mintaként szerepelt a Windows 95 installáló CD-jén.

#### Család
Edie 1992. május 30-án hozzáment az énekes-zeneszerző Paul Simonhoz. New Canaan-ban, Connecticut-ban élnek. Három gyermekük van: Adrian Edward (1992 decemberében született), Lucia "Lulu" Jean (1995. április) és Gabriel Elijah (1998. május).

## Diszkográfia
- It's Like This (1986)
- Shooting Rubberbands at the Stars (1988) US #4, 2x platinum
- Ghost of a Dog (1990)
- Picture Perfect Morning (1994)
- The Live Montauk Sessions (2000)
- The Ultimate Collection (2002)
- Volcano (2003)
- Stranger Things (2006)

## Fordítás
Ez a szócikk részben vagy egészben  az   Edie Brickell című angol Wikipédia-szócikk fordításán alapul.  Az eredeti cikk szerkesztőit annak laptörténete sorolja fel. Ez a jelzés csupán a megfogalmazás eredetét és a szerzői jogokat jelzi, nem szolgál a cikkben szereplő információk forrásmegjelöléseként.